# دوري غوادلوب لكرة القدم
دوري جوادلوب لكرة القدم هو الدوري الوطني لكرة القدم في جوادلوب، .البطل الحالي هو نادي موليان.